# 魯伯特·揚
魯伯特·揚（Rupert Francis Young，1978年5月16日—）是英國的一位演員，出生在倫敦蘭貝斯。他最著名的作品是在BBC電視劇魔法少年梅林中飾演Sir Leon角色。他也出演過異世奇人等電視劇。